# 홍천 수타사 삼층석탑
홍천 수타사 삼층석탑(洪川 壽陀寺 三層石塔)은 대한민국 강원특별자치도 홍천군, 수타사에 있는 고려시대의 삼층석탑이다. 1984년 6월 2일 강원특별자치도의 문화재자료 제11호로 지정되었다.

## 개요
수타사에 있는 석탑으로, 1층 기단(基壇) 위로 3층의 탑신(塔身)을 올린 모습이다.
기단에는 아무런 장식을 하지 않았고, 2·3층 몸돌이 없어진 탑신은 남아 있는 1층 몸돌 모서리마다 기둥 모양을 얕게 새겨 놓았다. 지붕돌은 네 귀퉁이가 뾰족하게 치켜 올려갔고, 밑면에 1 ·2층은 3단, 3층은 2단의 받침을 각각 두었다. 꼭대기의 머리장식으로는 동그란 돌 하나가 남아 있다.
고려 후기에 세운 것으로 추측되고 있으며, 전체적으로 각 층의 지붕돌 너비가 거의 줄지 않고 있어 원래는 높고 날렵한 큰 규모의 탑이었을 것으로 보인다.

## 같이 보기
- 수타사

## 참고 자료
- 홍천 수타사 삼층석탑 - 국가유산청 국가유산포털